# Gomphostemma keralensis
Gomphostemma keralensis là một loài thực vật có hoa trong họ Hoa môi. Loài này được Vivek., Gopalan & R.Ansari mô tả khoa học đầu tiên năm 1983.